# German Darts Grand Prix
De German Darts Grand Prix is een dartstoernooi dat onderdeel uitmaakt van de door de PDC georganiseerde Europese Tour van de PDC Pro Tour. Het toernooi wordt gespeeld sinds 2017. Het eerste jaar werd gespeeld in Mannheim, maar sinds 2018 is het in München. 

## Winnaars German Darts Grand Prix
| Jaar | Winnaar                                      | Runner-up                                    | Score                                        | Prijzengeld                                  | Winnaar                                      | Runner-up                                    |
| ---- | -------------------------------------------- | -------------------------------------------- | -------------------------------------------- | -------------------------------------------- | -------------------------------------------- | -------------------------------------------- |
| 2017 | Michael van Gerwen                           | Rob Cross                                    | 6–3 (legs)                                   | £ 135.000                                    | £ 25.000                                     | £ 10.000                                     |
| 2018 | Michael van Gerwen                           | Peter Wright                                 | 8–5 (legs)                                   | £ 135.000                                    | £ 25.000                                     | £ 10.000                                     |
| 2019 | Michael van Gerwen                           | Simon Whitlock                               | 8–3 (legs)                                   | £ 140.000                                    | £ 25.000                                     | £ 10.000                                     |
| 2020 | Werd niet gehouden vanwege de coronapandemie | Werd niet gehouden vanwege de coronapandemie | Werd niet gehouden vanwege de coronapandemie | Werd niet gehouden vanwege de coronapandemie | Werd niet gehouden vanwege de coronapandemie | Werd niet gehouden vanwege de coronapandemie |
| 2021 | Werd niet gehouden vanwege de coronapandemie | Werd niet gehouden vanwege de coronapandemie | Werd niet gehouden vanwege de coronapandemie | Werd niet gehouden vanwege de coronapandemie | Werd niet gehouden vanwege de coronapandemie | Werd niet gehouden vanwege de coronapandemie |
| 2022 | Luke Humphries                               | Martin Lukeman                               | 8–2 (legs)                                   | £ 140.000                                    | £ 25.000                                     | £ 10.000                                     |
| 2023 | Michael Smith                                | Nathan Aspinall                              | 8–5 (legs)                                   | £ 175.000                                    | £ 30.000                                     | £ 12.000                                     |
| 2024 | Luke Humphries                               | Michael van Gerwen                           | 8–1 (legs)                                   | £ 175.000                                    | £ 30.000                                     | £ 12.000                                     |
| 2025 | Michael van Gerwen                           | Gian van Veen                                | 8–5 (legs)                                   | £ 175.000                                    | £ 30.000                                     | £ 12.000                                     |

2004 · 2005 · 2006 · 2007 · 2008 · 2009 · 2010 · 2011 · 2012 · 2013 · 2014 · 2015 · 2016 · 2017 · 2018 · 2019 · 2020 · 2021 · 2022 · 2023 · 2024 · 2025
2017 · 2018 · 2019 · 2020 · 2021 · 2022 · 2023 · 2024  · 2025